# Metilnaltrexona
La metilnaltrexona es un medicamento que se utiliza para el tratamiento del estreñimiento causado por los fármacos opioides que no responde tras la utilización de laxantes habituales. Químicamente está emparentado con la naltrexona que tiene sin embargo otras indicaciones.
Los opioides son un grupo de medicamentos derivados del opio entre los que se encuentra la morfina que se utilizan en medicina principalmente para el alivio de dolores severos. Uno de sus efectos secundarios más característicos es el estreñimiento.
El mecanismo de acción de la metilnaltrexona es su actividad antagonista sobre los receptores mu periféricos para los opioides, por lo cual inhibe la acción de estos fármacos sobre el intestino y evita el estreñimiento que producen. Sin embargo no bloquea la acción analgésica. No atraviesa la barrera hematoencefálica y por lo tanto no interfiere en los mecanismos cerebrales del dolor.
Se presenta en forma de viales que se administran por vía subcutánea cada 48 horas a una dosis que oscila entre 8 y 12 mg. Un porcentaje alto de los pacientes tratados presentan una deposición en las cuatro primeras horas tras la administración del medicamento.
Los efectos secundarios observados con más frecuencia han sido dolor abdominal, flatulencia, náuseas, sensación de mareo y diarrea. Se desconoce si puede provocar otros efectos secundarios en tratamientos de más de tres meses de duración.